# نور الدين أرسلان شاه الثاني
أبو الحارث أرسلان شاه بن عز الدين مسعود بن قطب الدين مودود بن عماد الدين زنكي بن آق سنقر، صاحب الموصل المعروف بأتابك الملقب الملك العادل نور الدين.

## نسبه
هو  أبي الحارث أرسلان شاه بن مسعود بن أرسلان شاه بن مسعود بن مودود بن  عماد الدين زنكي  بن  آق سنقر  بن إيل ترقان التركماني الموصلي 

## حكمه
انتقل له ملك الموصل بعد وفاة أبيه، وتذكر المصادر التاريخية أنه كان ملكا شهما عارفا بالأمور، انتقل إلى المذهب الشافعي، ولم يكن في عائلته شافعي سواه، وبنى مدرسة متميزة للشافعية في الموصل، كما بنى غيرها من المدارس الحنفية والشافعية أيضا. قام ببناء أسوار لمعظم مدن الشام وقلاعها وأمر بتشييد الجامع النوري بالموصل، وأقام المستشفيات والخانات في الطرق، كما أنشأ خانات للصوفية في جميع البلاد.
كانت له همة عالية فقد أعاد ناموس الأتابكي وحرمته بعد أن كانت قد ذهبت، وخافته الملوك، وكان نور الدين يصلى كثيرا بالليل، وله فيه أوراد حسنة. لما حضره الموت أمر أن يرتب في الملك بعده ولده الملك القاهر عز الدين مسعود. توفي الملك نور الدين سنة 609 هـ بالموصل.